# توز مخزني
توز مخزني أو دم الأخوين أو صند هندي نوعٌ من التوز طبيّ صناعيّ. موطنها جنوب المكسيك وأمريكا الوسطى ومنطقة البحر الكاريبي وشمال أمريكا الجنوبية. توجد عادة في المياه العذبة الساحلية أو الموائل قليلة الملوحة تُداوَلُ أخشابها تجارياً. شجرته كبيرة القد تعلو نحو 20 م. أوراقها جميلة الخضار طويلة الزناد. أزهارها إلى البياض الأصفر. يُستخرَج منها عُصارة حمراء تُدعى دم الأخوين تُستعمل في المستحضرات الطبية والصحية. خشبها أحمر ناعم الرقعة صلب المكسر فاخرُ الصنف مرغوب فيه.

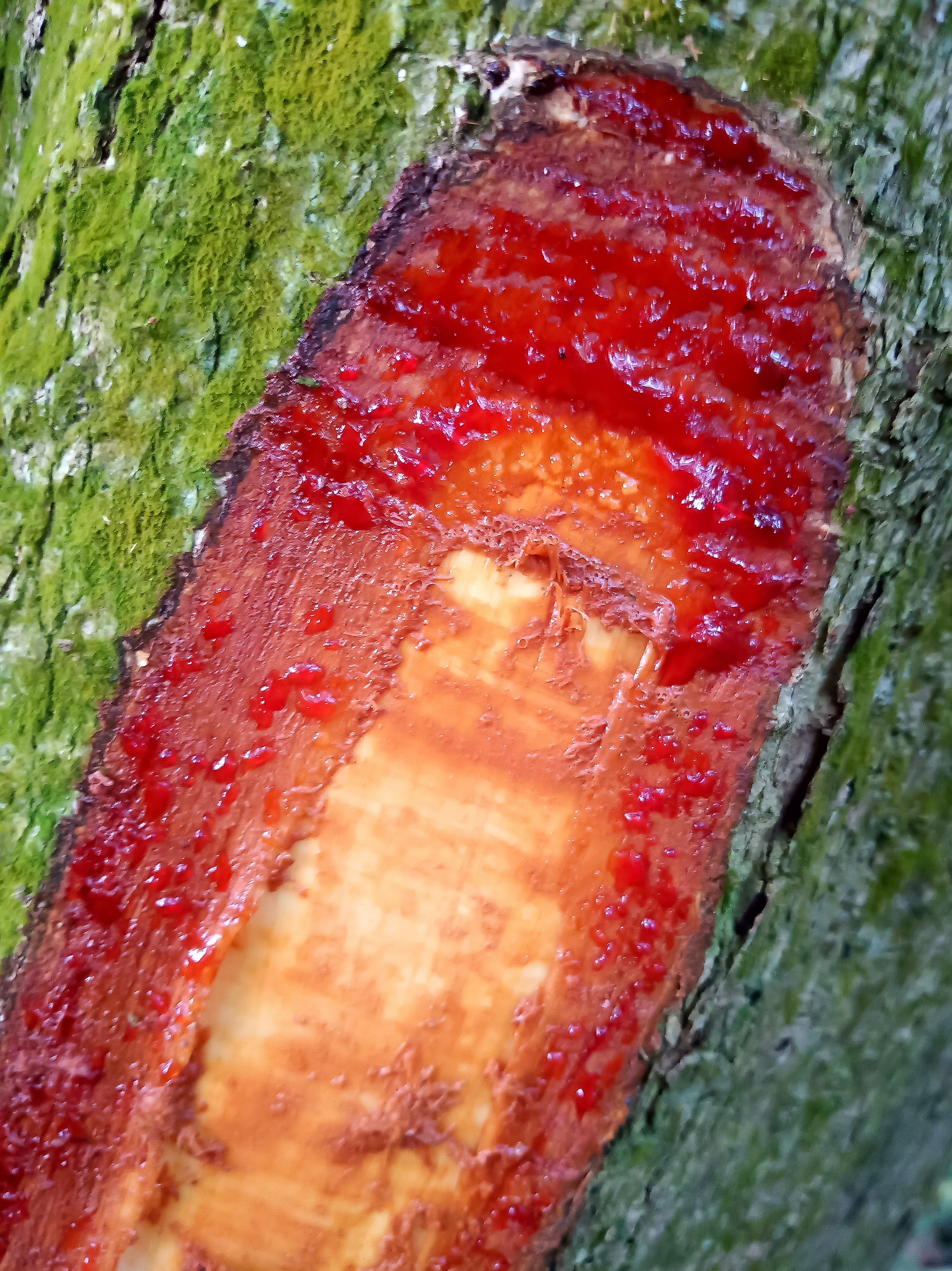
عُصارة التوز المخزني، وتسمى دم الأخوين